# 박경철 (정치인)
박경철(朴慶澈, 1956년 1월 20일~)은 대한민국의 정치인이다. 제7대 전라북도 익산시장이다. 익산시 출신이다.

## 학력
- 5년제 한국방송통신대학교 행정학과 학사 졸업

### 비학위 수료
- 원광대학교 대학원 정치외교학과 정치학 석사 졸업

## 경력
- 한겨레민주당 부대변인
- 한겨레민주당 전북도당 이리시 지구당 위원장
- 일본침략청산촉구한민족회 공동대표
- 구신민당 선전부장
- 새익산창조시민연합 대표
- 전라북도 익산시 시민연합 공동대표
- 전라북도 익산시 시민연합 상임대표
- 새정치국민회의 도지부 특위위원장
- 한양대학교 강의교수
- CBS 객원해설위원
- 2014.07~2015.10 제38대 전라북도 익산시장

## 전과
- 폭력행위등처벌에관한법률위반: 징역 6년, 집행유예 1년 - 1972년 10월 20일 선고[1]
- 공직선거법위반: 벌금 5,000,000원 - 2015년 1월 30일 선고[1][2]
- 보조금관리에관한법률위반: 벌금 1,000,000원 - 2016년 6월 15일 선고[1]

## 수상
- 2015.05 한국경제를 빛낸 포브스 최고경영자 대상 혁신경영 부문 대상
- 2015.07 TV조선 경영대상 글로벌경영대상

## 역대 선거 결과
|  | 0.48% |

|  | 4.02% |

|  | 7.16% |

|  | 4.97% |

|  | 35.70% |

|  | 18.46% |

|  | 7.87% |

|  | 20.78% |

|  | 14.04% |

|  | 28.84% |

|  | 14.73% |

|  | 50.29% |

|  | 4.04% |